# Naoki Jamada
Naoki Jamada (japonsko 山田 直輝), japonski nogometaš, * 4. julij 1990.